# ワウハウス
ワウハウス株式会社は、広島県福山市に本社を置く企業。

## 沿革
- 1998年12月4日 - 髙杉開発株式会社より福山支店、岡山支店、倉敷営業所が分離独立し、中国タカスギ株式会社を設立。本社を福山市に置く。
- 2002年10月 - 広島支店を開設。
- 2004年6月 - 倉敷営業所が支店に昇格。
- 2004年12月 - 姫路支店を開設。
- 2005年2月 - ワウハウス株式会社に商号変更。
- 2008年1月 - 久留米支店を開設。
- 2010年4月 - 久留米支店がワウハウス九州株式会社として分離独立。
- 2010年6月 - 岡山支店・倉敷支店がワウハウス岡山株式会社として分離独立。
- 2014年6月 - 西条営業所を開設。
- 2021年7月 - 岡山支店を開設。

## 事業所
- 本社 - 広島県福山市南蔵王町6丁目12番22号
- 広島支店 - 広島県広島市安佐南区八木1丁目12番26号
- 西条営業所 - 広島県東広島市西条町御薗宇5456番地1
- 姫路支店 - 兵庫県姫路市東雲町5丁目7番地
- 岡山支店 - 岡山県岡山市北区今七丁目18番29